# 汤姆·穆勒
汤姆·穆勒（英語：Tom Mueller，1961年3月11日—），出生于美国爱达荷州的圣玛丽市，美国火箭科学家，SpaceX创始员工兼推进部门首席技术官。在SpaceX负责梅林火箭引擎的研发。
1985年，于爱达荷大学大学毕业，从工程学院获得机械工程学士学位。1992年，从洛约拉马利蒙特大学获得硕士学位。毕业后，他在TRW公司工作了15年，其中负责研发了TR-106火箭发动机。在2002年，他加入了SpaceX并在SpaceX负责火箭设计工作，参与设计了包括驱动猎鹰1号的Kestrel火箭发动机和驱动猎鹰9号运载火箭、猎鹰重型运载火箭的默林火箭发动机。2020年11月30日，他宣布从SpaceX退休。
在 2021 年 9 月创立了公司 Impulse Space。该公司开发化学火箭发动机、用于在轨移动卫星的太空拖船以及用于向火星运送有效载荷的行星着陆器。